# Children of the Sun
Children of the Sun ist das einzige Musikalbum des britischen Duos Sallyangie, dessen Mitglieder das Geschwisterpaar Mike und Sally Oldfield waren. Es erschien 1968 auf Transatlantic Records.

## Entstehung und Veröffentlichung
Laut dem Booklet der Wiederveröffentlichung mit Bonustracks auf 2 CDs von 2002 äußerte sich Sally Oldfield dahingehend, dass sie alle Songs innerhalb zweier Tage auf der Gitarre komponiert habe. Die Autorencredits bei den Titeln selbst gehen aber zumeist alleine an ihren Bruder, lediglich vier Lieder wären demnach Gemeinschaftsarbeiten. Nathan Joseph produzierte das Album für Transatlantic Records. Es wurden zwei Singles veröffentlicht, die in dem ursprünglichen Album nicht enthalten waren. 1969 wurde unter dem Namen The Sallyangie die Single Two Ships mit der B-Seite Colours Of The World und 1972 unter dem Namen Sally Angie die Single Child of Allah mit der B-Seite Lady Go Lightly veröffentlicht. Eine (Two Ships) oder beide Singles waren mit B-Seite in späteren Ausgaben der Wiederveröffentlichung auf 2 CDs enthalten.

## Titelliste
(Quellen:)

### Original Vinylausgabe

#### Seite 1
1. Strangers – 1:12
2. Lady Mary – 3:41
3. Children of the Sun – 4:56
4. A Lover for All Seasons – 3:42
5. River Song – 3:40
6. Banquet on the Water – 4:28

#### Seite 2
1. Ballons – 5:28
2. Midsummer Night’s Happening – 4:08
3. Love in Ice Crystals – 3:00
4. Changing Colors – 0:21
5. Chameleon – 2:20
6. Milk Bottle – 0:31
7. The Murder of the Children of San Francisco – 4:00
8. Strangers – 1:12

### Doppel-CD-Version
(UK-Version von 2011)

#### Disc 1
1. Strangers – 1:17
2. Lady Mary – 3:43
3. Children of the Sun – 5:06
4. A Lover for All Seasons – 3:43
5. River Song – 3:41
6. Banquet on the Water – 4:45
7. Ballons – 5:29
8. Midsummer Night’s Happening – 4:11
9. Love in Ice Crystals – 3:06
10. Changing Colors – 0:25
11. Chameleon – 2:26
12. Milk Bottle – 0:35
13. The Murder of the Children of San Francisco – 4:01
14. Thilight Song – 2:35
15. The Song Of The Healer – 3:03
16. Strangers – 1:13

#### Disc 2
1. Children Of The Sun (Minus Intro) – 4:11
2. Mrs Moon And The Thatched Shop – 6:17 (Gitarrenimprovisation von Mike Oldfield)
3. Branches – 6:54 (Gitarrenimprovisation von Mike Oldfield)
4. A Sad Song For Rosie – 2:14 (Gitarrenimprovisation von Mike Oldfield)
5. Colour Of The World – 2:30
6. Two Ships – 3:20
7. Child Of Allah – 2:57 (Sally Angie)
8. Lady Go Lightly – 3:03 (Sally Angie)

## Mitwirkende
(in alphabetischer Reihenfolge)

### Musiker
- Terry Cox – Schlagzeug, Perkussion, Fingerzimber, Tamburin, Triangel
- Don Myrick – Saxophon
- Mike Oldfield – Gesang, Gitarre
- Sally Oldfield – Gesang, Gitarre
- Ray Warleigh – Flöte

### Technisches Personal
- David Palmer – Arrangement
- Ron Pender – Toningenieur
- Brian Shuel – Fotografie, Design
- Nathan Joseph – Musikproduktion
- Mike Oldfield – Songwriting
- Sally Oldfield – Songwriting

## Rezensionen
Richie Unterberger von Allmusic meint, der „selbst für 1960er-Jahre-Standard entrückte, naive Folk mit Pop-Anklängen“ und Flöten- sowie Perkussionsbegleitung sei vor allem aufgrund der prominenten Interpreten heute noch von Interesse. Die Songs durchfließe eine „märchenhafte Atmosphäre“, Mikes Gitarrenspiel und zurückhaltender Gesang seien neben Sallys „hohem, trillerndem Gesang“ jedoch eher unauffällig.